# Agrionympha
Agrionympha es un género de pequeños lepidópteros pertenecientes a la familia  Micropterigidae.

## Especies
- Agrionympha capensis Whalley, 1978
- Agrionympha fuscoapicella Gibbs, 2011
- Agrionympha jansella Gibbs, 2011
- Agrionympha karoo Gibbs, 2011
- Agrionympha kroonella Gibbs, 2011
- Agrionympha pseliacma Meyrick, 1921
- Agrionympha pseudovari Gibbs, 2011
- Agrionympha sagittella Gibbs, 2011
- Agrionympha vari Whalley, 1978